# Real de Santo Domingo
El real de Santo Domingo fue la unidad monetaria creada en 1809 hasta 1821 en la parte oriental de la colonia francesa de Saint-Domingue que fue restituida en dicho año a los españoles para volver a constituir a la Capitanía General de Santo Domingo (en lo que hoy es la República Dominicana).

## Historia
Algunas monedas fueron acuñadas localmente y circulaban junto a otras monedas coloniales españolas. El real fue sustituido por el gourde haitiano, cuando Santo Domingo cayó a manos de Haití, a su vez, luego de que los haitianos fueran expulsados, entró en vigencia el peso dominicano. La circulación del peso fue interrumpida con la introducción del franco dominicano durante un período, y luego se restableció la circulación del peso).

## Monedas
Las monedas se acuñaron en denominaciones de ¼, 1 y 2 reales. Las monedas de ¼ de real fueron acuñadas en cobre, mientras que las de 1 y 2 reales fueron producidas en plata. Las numismas mexicanas de 1 y 8 reales fueron remarcadas con el monograma F7º, que indicaba que las monedas estaban destinadas a la circulación en Santo Domingo.